# 吉霍德圣巴巴拉
吉霍德圣巴巴拉（西班牙語：Guijo de Santa Bárbara）是西班牙埃斯特雷马杜拉卡塞雷斯省的一个市镇。总面积35平方公里，总人口469人（2001年），人口密度13人/平方公里。